# Daniel Lopar
Daniel Lopar (Kreuzlingen, Suiza, 19 de abril de 1985) es un futbolista suizo de origen italiano. Juega como portero en el S. C. Brühl de la Promotion League.

## Clubes
| Club                           | País      | Año       |
| ------------------------------ | --------- | --------- |
| F. C. Wil 1900                 | Suiza     | 2003-2006 |
| F. C. Aarau (cedido)           | Suiza     | 2005      |
| F. C. Thun (cedido)            | Suiza     | 2006      |
| F. C. St. Gallen               | Suiza     | 2006-2019 |
| Western Sydney Wanderers F. C. | Australia | 2019-2020 |
| S. C. Brühl                    | Suiza     | 2021-     |